# Encelade (mythologie)
Pour les articles homonymes, voir Encelade.
Dans la mythologie grecque, Encelade ou Encélade (en grec ancien Ἐγκέλαδος / Egkélados) est un des Géants

## Mythe
Fils du Tartare et de Gaïa (la Terre), fertilisée par le sang de la castration d'Ouranos (le Ciel). Avec les autres Géants, Encelade apparut dans une région très particulière, soit Phlégra (en Thrace) soit Pallène.
Encelade est un géant aux cent bras qui participa à la lutte contre les dieux de l'Olympe.
Lors de la Gigantomachie, Encelade fut mis hors de combat par la lance de la déesse Athéna. Il mourut écrasé sous l'île de Sicile, et fut enterré sur cette même île, sous le mont Etna. Les éruptions volcaniques de l'Etna passaient pour être la respiration du Géant, de même que les secousses telluriques, provoquées par les mouvements du Géant se retournant sous la montagne (un mythe similaire existe à propos de Typhon et Vulcain). En Grèce, on continue d'appeler un tremblement de terre une « frappe d'Encelade ».

## Évocations modernes

### Représentations artistiques

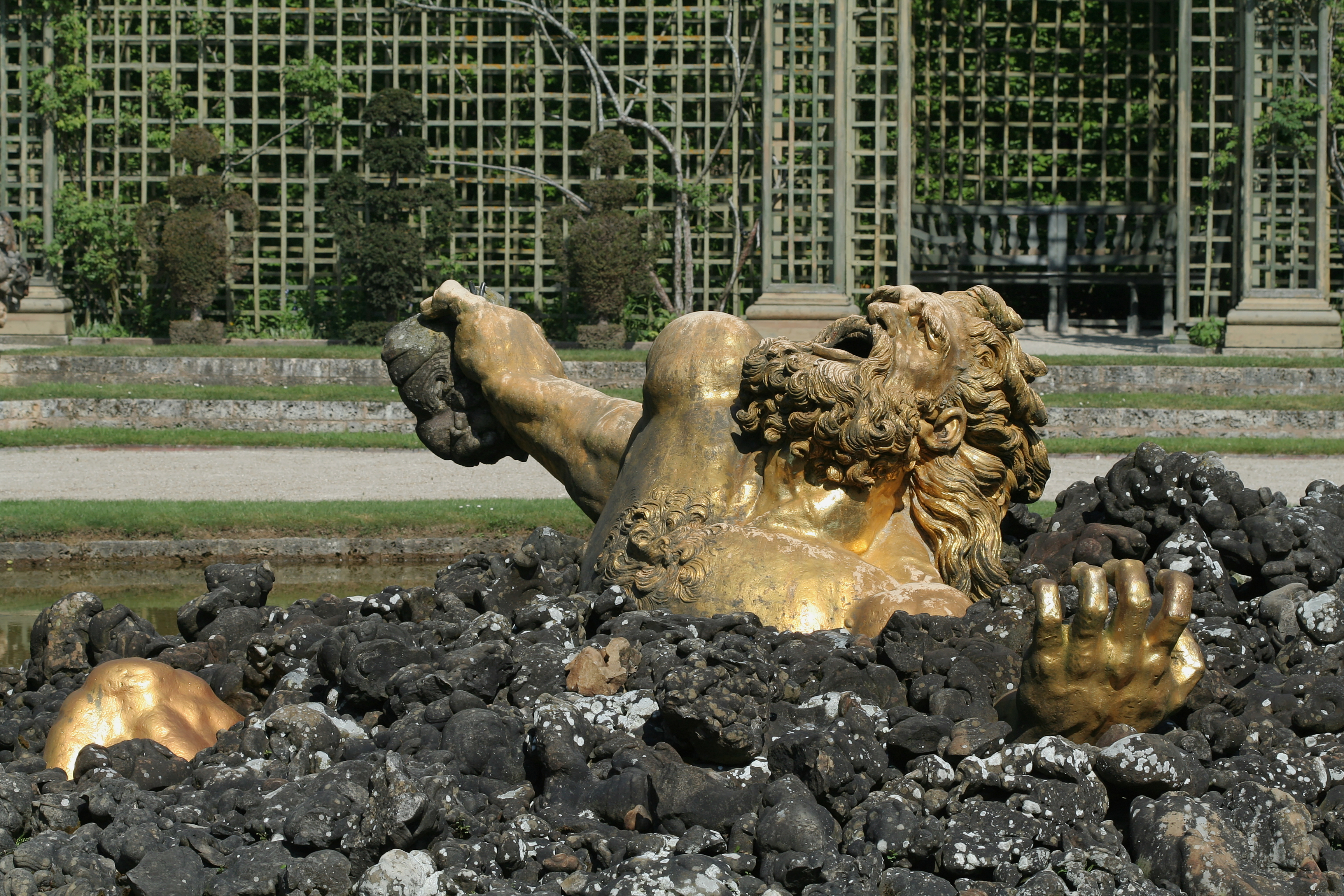
Bassin de l'Encelade, au centre du bosquet de l'Encelade, dans le jardin de Versailles, 1675.

À Versailles, la constante iconographie de Louis XIV du triomphe d'Apollon et des divinités olympiennes contre leurs adversaires conçue comme une allégorie en allusion à la victoire de Louis XIV sur la Fronde, incluent le bassin de l'Encelade, dans son propre cabinet de verdure, installé au milieu du bosquet du même nom et entourée d'un treillage. L'ensemble a été récemment restauré, sur le modèle d'une gravure de la fontaine par Antoine Le Pautre (1677). Les auteurs de la statue de bronze doré sont les frères Gaspard et Balthazar Marsy (ou Mercy), de Cambrai, qui ont également sculpté le groupe du bassin de Latone.

### Dans la littérature
- William Shakespeare mentionne "Encelade" dans son Titus Andronicus, Acte 4, scène 2, Ligne 96. "I tell you younglings, not Enceladus."[3]
- John Keats mentionne Encelade parmi les Titans dans son poème Hyperion (1818/1819)[4].
- Alexandre Dumas compare Portos à Encelade dans L'homme au masque de fer.
- Le personnage apparait dans la série littéraire Héros de l'Olympe de Rick Riordan.

### Astronomie
Encelade, satellite naturel de la planète Saturne découvert par William Herschel en 1789, doit son nom au Géant mythologique. Il s'agit du sixième satellite de Saturne par la taille, et du quatorzième par son éloignement.
Gaïa-Encelade est le nom d d'une petite galaxie absorbée par la Voie lactée il y a environ 11 milliards d'années.

### Sources
- Pseudo-Apollodore, Bibliothèque [détail des éditions] [lire en ligne] (I, 6, 2).
- Claudien, Gigantomachie (v. 33).
- Hésiode, Théogonie [détail des éditions] [lire en ligne] (v. 183 et suiv.).
- Virgile, Énéide [détail des éditions] [lire en ligne] (III, 578-582).